# Internal Affairs
Internal Affairs è l'album solista d'esordio del rapper statunitense Pharoahe Monch, pubblicato il 19 ottobre 1999 e distribuito da Rawkus e Priority. In Canada la commercializzazione è affidata alla sussidiaria della Virgin Music, mentre in Europa il disco è distribuito nel 2000 da Rawkus e Play It Again Sam. Alle produzioni Diamond D e The Alchemist tra gli altri. Partecipano all'album grandi artisti della scena quali Busta Rhymes, Redman, Method Man, M.O.P., Canibus, Common e Talib Kweli. In God Send è presente Prince Po dell'ex gruppo di Monch Organized Konfusion.
L'esordio di Monch è particolarmente apprezzato dalla critica, entra nella Billboard 200 e raggiunge la top ten nella classifica dedicata alle produzioni hip hop. AllMusic assegna all'album quattro stelle e mezzo su cinque, scrivendo: «dopo tre album venerati con gli Organized Konfusion, la leggenda underground Pharoahe Monch firma un contratto con la Rawkus e consegna il suo album d'esordio, Internal Affairs, negli ultimi mesi del 1999. Sia Monch sia la Rawkus sembravano voler spingere la loro musica più in alto e alcuni seguaci di lunga data furono scioccati nel sentire un Monch più duro, più arrabbiato, più profano, che sembrava corteggiare un pubblico più criminale. [...] Anche quando sta ringranziando il Queens, o arruolando ospiti come Canibus e gli M.O.P. per aiutarlo a prendere a pugni una traccia fino alla sottomissione, Monch si dimostra all'altezza della sua reputazione come uno degli MC tecnicamente più esperti dell'hip hop.»
L'album è andato fuori stampa dopo che Pharoahe Monch si è rifiutato di registrare per la Geffen Records in seguito all'acquisizione della Rawkus Records da parte di Universal Music dalla Priority Records.
| Recensione    | Giudizio |
| ------------- | -------- |
| AllMusic      | [ 1 ]    |
| Sputnik Music | [ 3 ]    |
| Rolling Stone | [ 4 ]    |
| The Source    | [ 5 ]    |
| RapReviews    | [ 6 ]    |

## Tracce
1. Intro – 3:03 (testo: George Spivey, Troy Jamerson – musica: DJ Scratch, DJ Total Eclipse scratches)
2. Behind Closed Doors – 3:11 (Pharoahe Monch)
3. Queens – 3:30 (testo: Maxwell Rivera, Jamerson, Hod David – musica: Pharoahe Monch, Lee Stone co-prod.)
4. Rape – 2:34 (testo: Jamerson – musica: Pharoahe Monch, DJ Total Eclipse scratches)
5. Simon Says – 2:53 (Pharoahe Monch)
6. Official – 3:47 (testo: Lee Stone, Jamerson – musica: Lee Stone)
7. Hell (featuring Canibus) – 3:09 (testo: Germaine Williams, Stone, Jamerson – musica: Lee Stone)
8. No Mercy (featuring M.O.P.) – 4:29 (testo: Alan Maman, Eric Murray, Jamal Grimmage, Jamerson – musica: The Alchemist)
9. Right Here – 2:56 (testo: Jamerson, Spivey – musica: DJ Scratch)
10. The Next Shit (featuring Busta Rhymes) – 3:20 (testo: Jamerson, Stone, Trevor Smith Jr. – musica: Pharaohe Monch, Lee Stone co-prod.)
11. The Ass (featuring Apani) – 3:27 (testo: Apani Smith, Jamerson, Joseph Kirkland – musica: Diamond D)
12. The Light – 3:36 (testo: Jamerson, Kirkland – musica: Diamond D)
13. God Send (featuring Prince Po) – 3:16 (testo: Stone, Jamerson, Lawrence Baskerville – musica: Lee Stone, Pharaohe Monch co-prod.)
14. The Truth (featuring Common & Talib Kweli) – 3:56 (testo: Kirkland, Jamerson, Lonnie Lynn Jr., Talib Greene – musica: Diamond D)
15. Simon Says (Remix) (featuring Busta Rhymes, Method Man & Redman, Lady Luck & Shabaam Sahdeeq) – 6:15 (testo: Clifford Smith, Jamerson, Marcus Vialva, Reginald Noble, Shanel Jones, Smith Jr. – musica: Pharaohe Monch, Lee Stone co-prod.)

Durata totale: 53:22

## Classifiche

### Classifiche settimanali
| Classifica (1999)         | Posizione massima |
| ------------------------- | ----------------- |
| Stati Uniti               | 41                |
| US Top R&B/Hip-Hop Albums | 6                 |